# NGC 178
NGC 178 est une petite galaxie spirale magellanique située dans la constellation de la Baleine. NGC 178 a été découverte par l'astronome irlandais R. J. Mitchell en 1857.

## Caractéristiques
Sa vitesse par rapport au fond diffus cosmologique est de 1 127 ± 23 km/s, ce qui correspond à une distance de Hubble de 16,6 ± 1,2 Mpc (∼54,1 millions d'al).
À ce jour, quatre mesures non basées sur le décalage vers le rouge (redshift) donnent une distance de 8,315 ± 6,729 Mpc (∼27,1 millions d'al), ce qui est légèrement à l'extérieur des valeurs de la distance de Hubble.

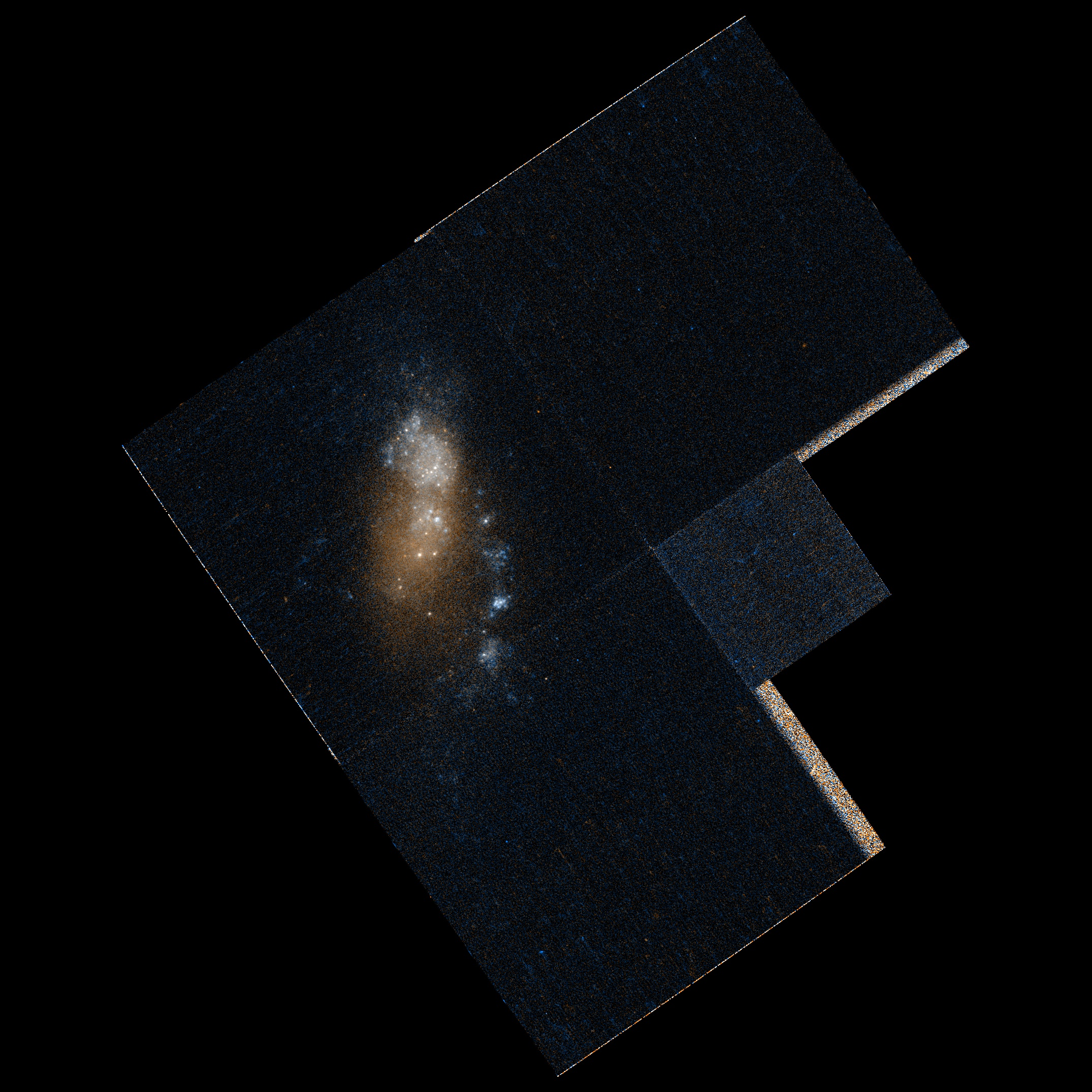
NGC 178 par le télescope Hubble.

Autre image de NGC 178 par le télescope spatial Hubble.

La classe de luminosité de NGC 178 est V et elle présente une large raie HI.